# تیم ملی بسکتبال مردان تووالو
تیم ملی بسکتبال تووالو نماینده تووالو در مسابقات بین‌المللی است.